# Station Brora
Station Brora (Engels: Brora railway station) is het spoorwegstation van de Schotse plaats Brora. Het station ligt aan de Far North Line en is geopend in 1874.